# Джон Ґілліс
Джон Ґілліс (англ. John Gillies; бл. 1792–1834) був шотландським військово-морським хірургом, який згодом став дослідником і ботаніком, багато подорожуючи Південною Америкою. 
Здобув освіту в Единбурзькому університеті, служив у Королівському флоті під час Наполеонівських війн. Захворівши на туберкульоз, Гілліс у віці 28 років покинув Велику Британію та вирушив до Південної Америки в надії, що клімат покращить його крихке здоров'я. Він провів там вісім років, здебільшого в Аргентині, переживши війни, громадянські заворушення та хронічні захворювання. Надіслав численні рослини Гукеру до Королівського ботанічного саду К'ю, перш ніж повернутися в 1828 році. Він помер у віці 42 років в Единбурзі 24 листопада 1834 року, його останки поховані в Калтоні. 

## Епонімія

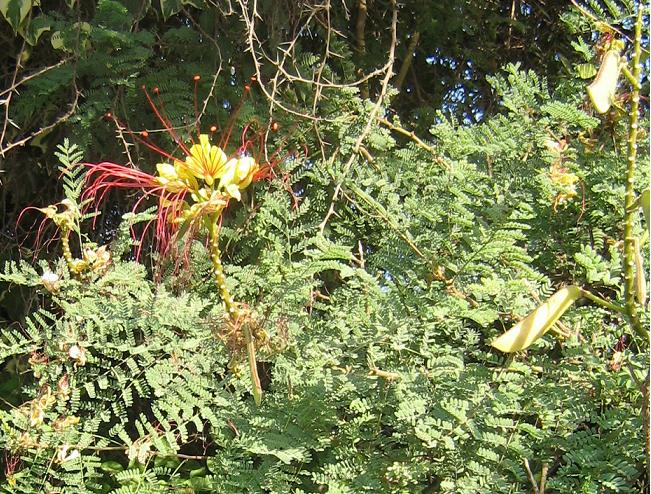
Caesalpinia gilliesii

На честь Ґілліса названо низку рослин:
- (Amaryllidaceae) Gilliesia Lindl.[4]
- (Acanthaceae) Adhatoda gilliesii  Nees[5]
- (Acanthaceae) Poikilacanthus gilliesii (Nees) Lindau[6]
- (Pteridaceae) Notholaena gilliesii Fée[7]
- (Anacardiaceae) Lithraea gilliesii Griseb.[8]
- (Asclepiadaceae) Oxystelma gilliesii K.Schum.[9]
- (Asteraceae) Taraxacum gilliessi Hook. & Arn.[10]
- (Blechnaceae) Orthogramma gilliesii C.Presl[11]
- (Bromeliaceae) Dyckia gilliesii Baker[12]
- (Caesalpiniaceae) Caesalpinia gilliesii (Wall. ex Hook.) Benth.[13]